# Pierre Contant d'Ivry
Pierre Contant d'Ivry (Ivry-sur-Seine, 11 maggio 1698 – Parigi, 1º ottobre 1777) è stato un architetto francese.

## Biografia
Entrato a far parte dell'Accademia dal 1728 e divenuto nello stesso anno Architecte du Roi, fu uno degli artefici dello Stile Luigi XVI, tendenzialmente classicheggiante anche se ancora lontano dal gusto della prima fase neoclassica.
Tra i suoi lavori principali si segnalarono quelli all'abbazia di Panthémont (1747-1756), voluto dalla badessa Marie-Catherine de Béthisy de Mézières; la realizzazione della chiesa e del convento di Port Royal (dal 1749); la costruzione del convento di Saint Vaast ad Arras.
Tra le sue collaborazioni si ricordano quella al Palais-Royal parigino nel 1754, che meritò una ragguardevole citazione di Diderot e d'Alembert nell'Encyclopédie, oltre a quella di Jacques-François Blondel, che elogiò «il loro corretto percorso intermedio tra due eccessi, quello del pesante peso dei nostri antenati e quello della frivolezza». Esempi sopravvissuti includono la sala da pranzo della Duchessa d'Orléans (ora la Salle du Tribunal des Conflits del Conseil d'État), che è in stile neo-classico con pilastri, e un'altra delle sue stanze (ora la Salle des Finances), in cui la sua decorazione sopravvissuta del soffitto e dei pannelli delle porte è più leggera e ricorda il precedente periodo della Regency francese.
Nel 1763 un incendio che iniziò nell'ala est del teatro dell'opera, la Salle du Palais-Royal, distrusse non solo il teatro, ma anche le sezioni adiacenti del palazzo. Mentre il comune di Parigi era responsabile del teatro dell'opera e assunse il proprio architetto, Pierre-Louis Moreau-Desproux, che progettò anche le nuove facciate sul lato di Rue Saint-Honoré dell'edificio, Luigi Filippo contattò Contant d'Ivry, che progettò gli interni del corpo di ferro ricostruito, le facciate della Cour d'Honneur (sul lato del giardino), e una grande scalinata, lo "splendido scalatore d'honneur", che con il suo rivestimento a cupola e drammatico discesa curva, è giustamente famoso.
Altri lavori importanti furono quelli al Castello di Saint-Cloud, al palazzo del governo a Lilla e alla chiesa di Condé-sur-l'Escaut.
Tra i suoi clienti più prestigiosi si possono menzionare Charles de Rohan, principe de Soubise, il barone Andreas Peter Bernstorff, Luigi Filippo I.
Il suo progetto più significativo avrebbe dovuto essere però la chiesa della Madeleine parigina, ma a causa della sua improvvisa morte, avvenuta nel 1777, venne completato da altri colleghi.

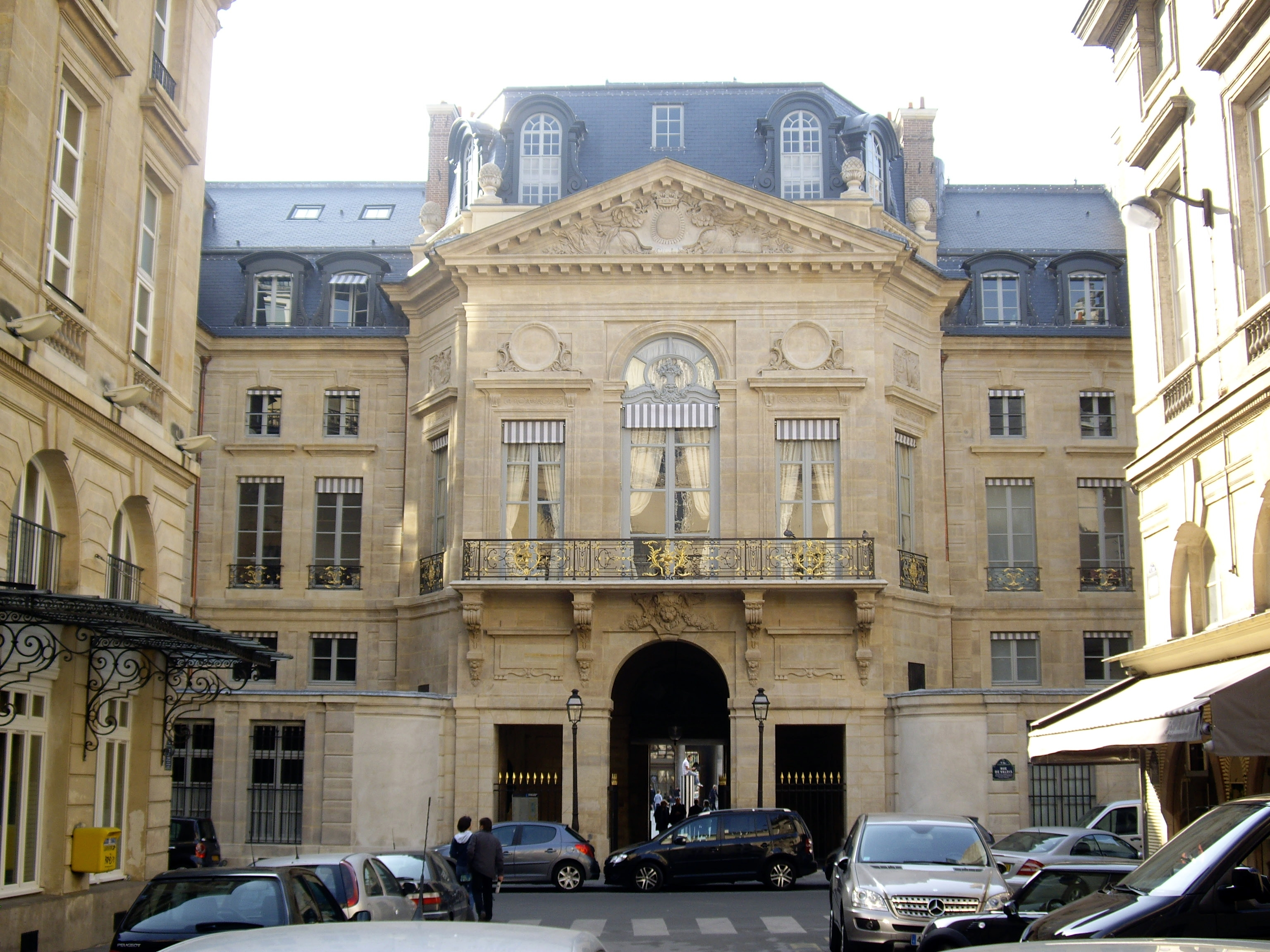
La facciata nord dell'ala Rue-de-Valois del Palais-Royal, progettata da Pierre Contant d'Ivry e costruita intorno al 1750.
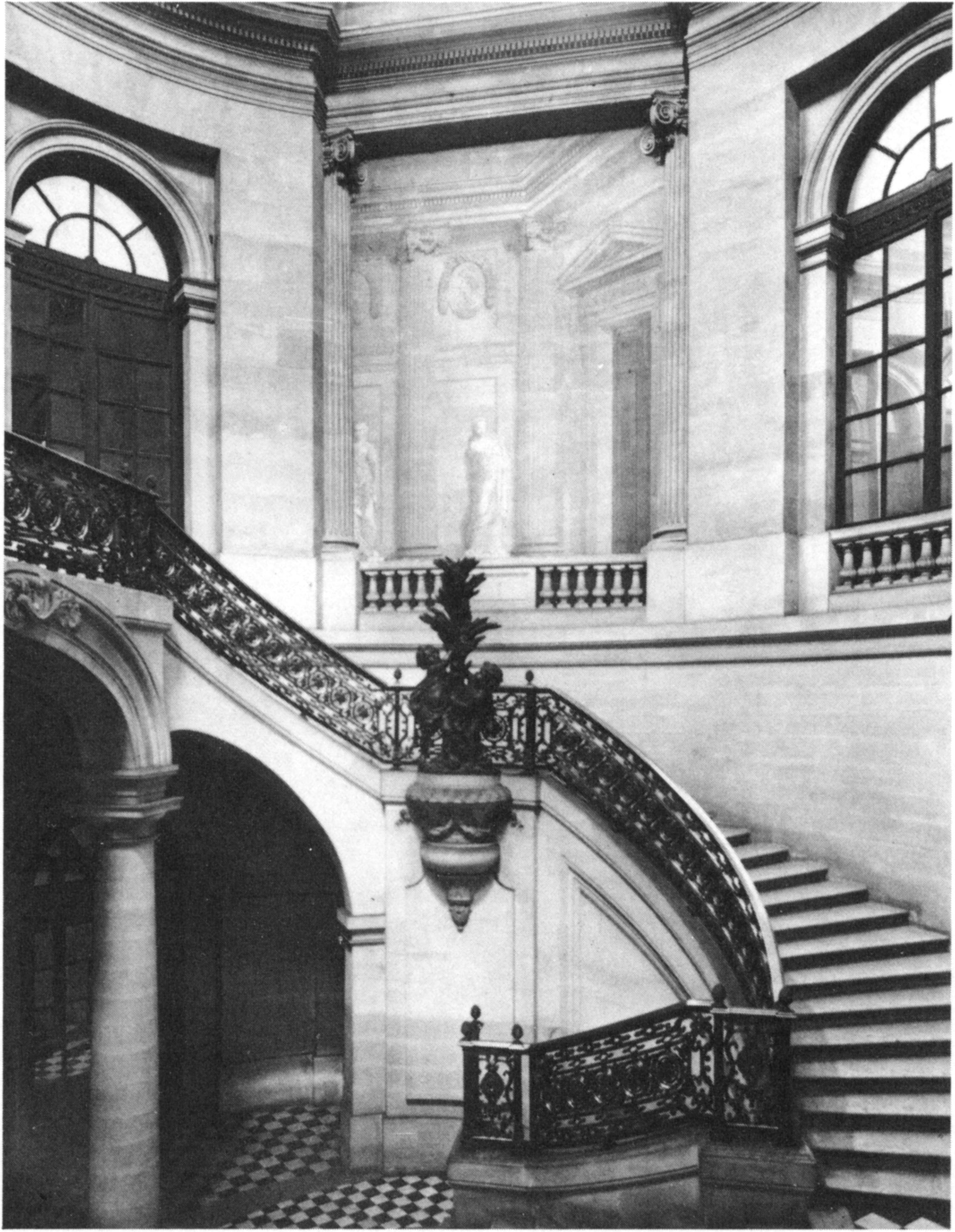
Rampa nord della Grande Scalinata del Palais-Royal a Parigi, costruito nel 1764 dall'architetto Pierre Contant d'Ivry
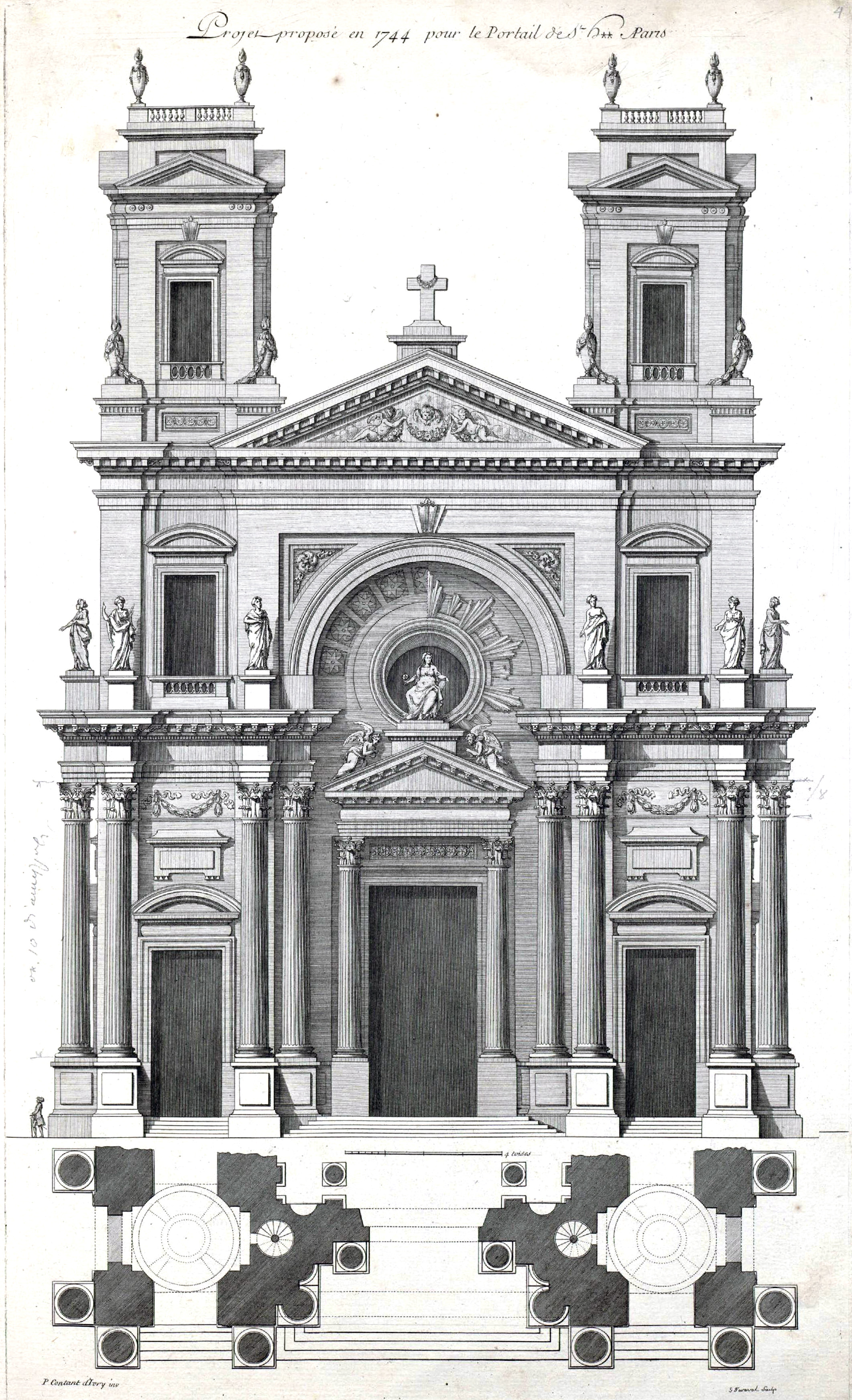
Progetto proposto nel 1744 per la facciata principale della Chiesa di Saint-Eustache a Parigi
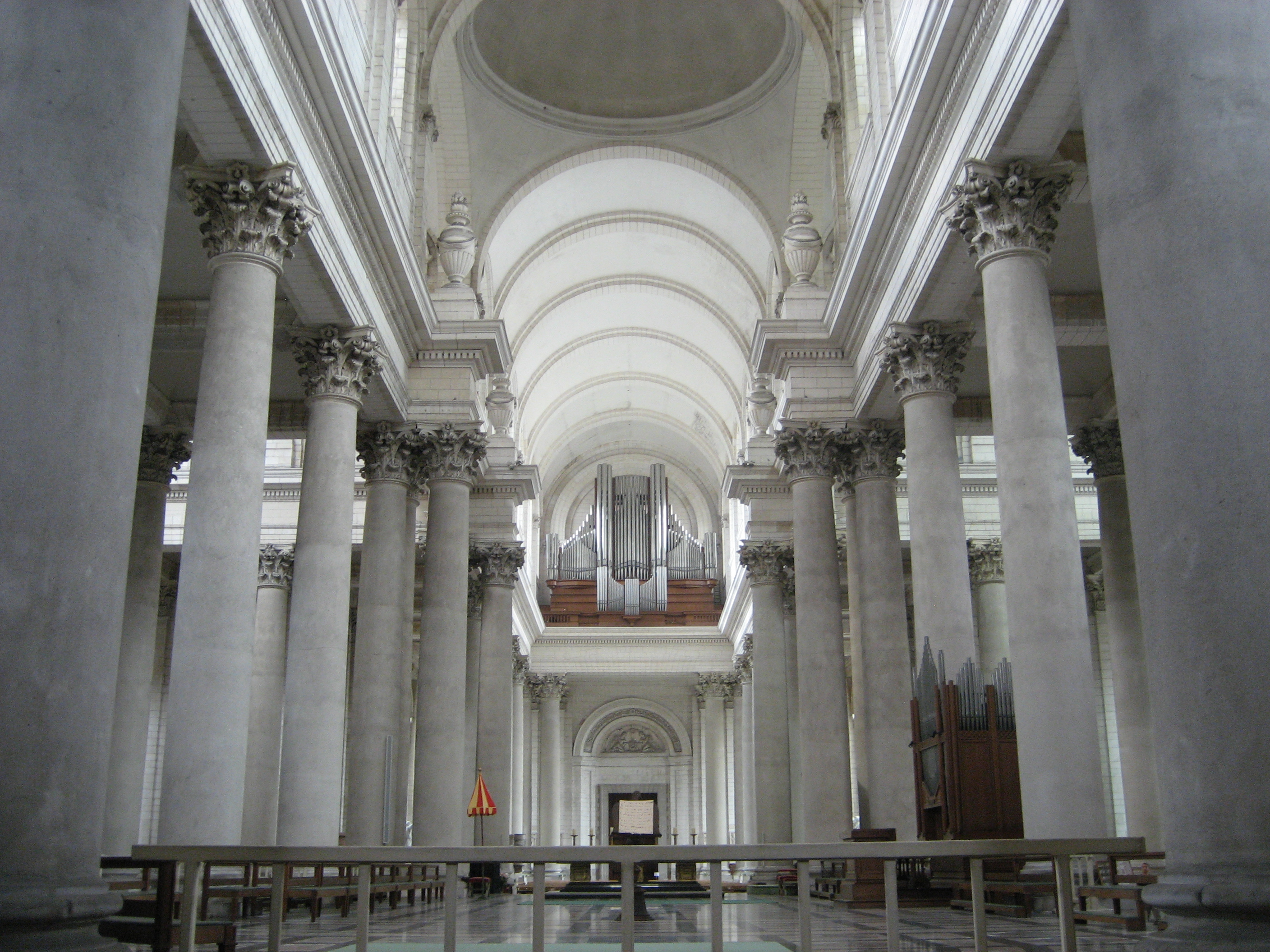
Interno della Cattedrale Notre-Dame-et-Saint-Vaast di Arras, costruita secondo il progetto dell'Ivry tra il 1815 ed il 1833

## Principali commissioni
- Castello di Bizy, Vernon (Eure) (ca 1740).
- Hôtel d'Évreux, 19 Place Vendôme, Paris (1747).
- Castello d'Arnouville ad Arnouville-lès-Gonesse (1751-1757).
- Palais-Royal, Parigi.
- Castello di Saint-Cloud.
- Progetto per la chiesa di Penthemont, Parigi (1769).
- Palazzo Saint-Vaast d'Arras, Arras.
- Chiesa di Saint-Wasnon a Condé-sur-l'Escaut (1751).
- Castello di Stors (Oise).